# Antonio Diogo
Antonio Diogo (20 maggio 1969) è un ex calciatore angolano, di ruolo difensore.

## Carriera

### Nazionale
Ha collezionato 9 presenze con la maglia della Nazionale.